# Сканлон (Минесота)
Сканлон (енгл. Scanlon) град је у америчкој савезној држави Минесота.

## Демографија
По попису из 2010. године број становника је 991, што је 153 (18,3%) становника више него 2000. године.
| Група             | 2000.       | 2010.       |
| Белци             | 808 (96,4%) | 907 (91,5%) |
| Афроамериканци    | 5 (0,6%)    | 4 (0,4%)    |
| Азијати           | 0 (0,0%)    | 11 (1,1%)   |
| Хиспаноамериканци | 1 (0,1%)    | 13 (1,3%)   |
| Укупно            | 838         | 991         |